# 奥田英貴
奥田 英貴（おくだ ひでたか、1981年8月4日 - ）は、日本のミュージシャン、作曲家、編曲家、音楽プロデューサー。
Sucretteのサウンドクリエイター。

## 来歴
京都府城陽市出身。
大学生の頃、ベースを始めバンド活動に明け暮れる日々を過ごす。
大学卒業と同時に打ち込みに没頭し、2006年にSucrette結成。楽曲全てのサウンド担当し、ギターを始める。
この頃から他のアーティストのレコーディングやアレンジを手掛けるようになる。
2008年には株式会社西松屋チェーンのCMを担当し、自身のレーベル、FLAVOR RECORDSを立ち上げ、プロデュース業をスタート。オクダヒデタカ名義でも活動している。
近年では、音楽制作のみならず、イベント制作・音響も担当している。

## 手がけた作品

### シングル
- スムルース　「虹色の予感」（2007年）：編曲[2]
- まきちゃんぐ「満海」（2010年）(c/w 明日の空（ちゃんぐver）：編曲)
- 竹上久美子 「まゆまろ応援ソング」（2011年）：エンジニア
- 彩羽真矢 「La Vie En Rose／私は地球」（2015年)：エンジニア[3]
- 煌めき☆アンフォレント「運命√ビッグバン / 幻影★ギャラクティカ」（2017年)：エンジニア
- 煌めき☆アンフォレント「＝虹色＝サンシャイン / 煌々◇ナミダ」（2017年)：エンジニア
- 小林未奈「ポケット」（2017年）：プロデュース
- 小林未奈「ダイエッター」（2018年）：プロデュース
- 三代目KONAMON 「Go Forth！」（2018年)：エンジニア

### アルバム
- スムルース　「チェンジ・ザ・ワールド」（2007年：）編曲・エンジニア
- 寺前未来 「HOME TOWN」（2008年）：サウンドプロデュース
- Sucrette 「C’est si bon plus」（2009年）：プロデュース
- Sucrette 「Bon voyage」（2009年）：プロデュース
- marino「lollipop+」（2009年）：プロデュース
- KANAN 「Memoria」（2010年）：編曲（※1曲参加。『Memoria』)
- THE VOCALOID produced by Yamaha（2011年）：ミックスエンジニア（※『風のただいま』,『Guilty Verse』,『扉の向こう』,『硝子ノ華』）
- スムルース 「スムルースSUPER BEST」（2013年）：編曲（※1曲参加。『虹色の予感』)
- EmiLy 「colorful ribbon」（2014年）：編曲（※2曲参加。『ange』,『魔法の手』)
- ななひら　「はるかぜポシェット」（2014年）：作・編曲（※1曲参加。『Ha*Ru*No*No Pochette』)
- ニンテンドーDS 「ソリティ馬 オリジナルサウンドトラック」（2014年）：マスタリング
- ニンテンドーDS 「魔女と勇者II オリジナルサウンドトラック」（2016年）：マスタリング
- 景山将太 「仮面の勇者～心の迷宮RPG～オリジナルサウンドトラック」（2016年）：マスタリング
- 景山将太 「鏡界の白雪 オリジナルサウンドトラック」（2016年）：マスタリング
- 小林しの「Looking for a key」（2016年）：編曲・エンジニア
- 小林未奈「やや真ん中」（2016年）：プロデュース
- 小林未奈「曖昧なマイム」（2017年）：プロデュース
- Nintendo Switch 「神巫女 -カミコ- オリジナルサウンドトラック」（2017年）：マスタリング
- 彩羽真矢 「BEST」（2016年）：エンジニア
- 小林未奈 「Mina Cover Songs」（2018年）：プロデュース
- Nintendo Switch 「フェアルーンコレクション オリジナルサウンドトラック」（2018年）：マスタリング

### ゲーム
- ダンシングパラダイス（2006年）：作・編曲（※6曲参加)
- ワンタメ ミュージックチャンネル（2009年、AC）：作・編曲（『めっちゃワンタメおんど』）
- jubeat knit（2010年、AC）：作曲・編曲（Sucrette『lovely my girl』）
- jubeat copious（2011年、AC）：作曲・編曲（Sucrette『lovely my girl』）
- 大乱闘スマッシュブラザーズ SPECIAL（2018年、Nintendo Switch）：一部楽曲をレコーディング[4]
- ギターライフ GUITAR LIFE -LESSON1-（2024年、Nintendo Switch）：エンジニア

### TV
- テレビ朝日×大阪芸術大学　産学協同ドラマ「風に向って走れ!〜芸大女子駅伝部〜」（2010年）：ドラマ音楽[5]
- 第92回全国高校野球選手権大会（2010年）：BGM
- 第93回全国高校野球選手権大会（2011年）：BGM
- 関西テレビ「よ〜いドン!」（2013年）となりの人間国宝さんのコーナー：出演

### CM
- 西松屋（2008年-2010年）[1]
- 阪急交通社トラピックス（2008年）
- 心斎橋PARCO（2008年）
- 森村金属株式会社（2012年）
- ダイキン工業株式会社「うるるとさらら」（2012年）
- ZIP!日本テレビ 天気予報コーナー（2016年-2019年）

### ラジオ
- 家具アウトレットチェーン「DIG」（2010年）：サウンドロゴ
- ソラトニワ梅田「カナディルのイノベーター」（2017年-）：出演
- 阪急梅田「カレーとカレーのためのうつわ展」（2019年）：ジングル
- 阪急梅田「阪急ケーキショー」（2019年）：ジングル

### その他
- 杉本彩主宰動物愛護団体Evaイベント 「HAPPYあにまるFESTA in京都」（2016年）：舞台監督・音響
- 宇治市 源氏の湯　テーマソング（2016年）：編曲
- 城陽市 ゴリゴリ戦隊五里ンジャー（2017年）：編曲[6]
- 城陽市 ゴリゴリ戦隊五里ンジャー JOY DANCE（2017年）：編曲
- 株式会社ライフコーポレーション ショートムービー（2017年）：編曲（※竹上久美子『エブリシングOK?』)
- ホテルユニバーサルポートヴィータ　サニーツリー（2018-2019年）：BGM
- 精華町 スッカマ源氏の湯　テーマソング（2023年）：編曲